# گنجشک زمینی صورت‌سفید
گنجشک زمینی صورت‌سفید (نام علمی: Melozone biarcuata) نام یک گونه از تیره زردپره‌ایان است.